# Juletoppane
Juletoppane är en bergstopp i Antarktis. Den ligger i Östantarktis. Norge gör anspråk på området. Toppen på Juletoppane är 1 740 meter över havet, eller 95 meter över den omgivande terrängen. Bredden vid basen är 2,6 km.
Terrängen runt Juletoppane är platt åt nordväst, men åt sydost är den kuperad. Trakten är obefolkad. Det finns inga samhällen i närheten.